# Atsina (langue)
Cet article concerne la langue atsina. Pour le peuple atsina, voir Atsinas.
L’atsina, aussi appelé gros-ventre ou aaniiih, est une langue algonquienne des Plaines, anciennement parlée aux États-Unis, dans la réserve indienne de Fort Belknap (en) dans le centre du Montana.
La langue est éteinte. Marianne Mithun note que le dernier locuteur natif, Jim White Crow, est décédé en 1981. Mais Theresa Lamebull, qui avait 109 ans en 2005, a travaillé avec Terry Brockie pour enregistrer sa langue et culture avant sa mort en 2007.

## Classification
L'atsina est proche de l'arapaho, dont il est parfois considéré comme un dialecte. Voici quelques exemples qui illustrent cette situation.
| atsina  | arapaho | sens          |
| ------- | ------- | ------------- |
| bʸóótéé | bee3ei  | chouette      |
| yóóton  | yóó3ón  | cinq          |
| néeθ    | nééso   | sept          |
| notóʔos | né3éʔex | mon beau-fils |

## Écriture
Une orthographe utilisant l’alphabet latin est utilisée par la communauté de locuteurs pour écrire l’aaniih. 

## Phonologie

### Consonnes
|            | Bilabiale     | Dentale | Alvéolaire | Palatale | Vélaire | Glottale |
| ---------- | ------------- | ------- | ---------- | -------- | ------- | -------- |
| Occlusive  | b [b] bʸ [bʲ] |         | t [t]      | tʸ [c]   | k [k]   | ʔ [ʔ]    |
| Fricative  |               | θ [θ]   | s [s]      | č [tʃ]   |         | h [h]    |
| Nasale     |               |         | n [n]      |          |         |          |
| S.-voyelle | w [w]         |         |            | y [j]    |         |          |

### Voyelles
|       | Antérieure | Postérieure |
| ----- | ---------- | ----------- |
| Haute | e [e]      | o [o]       |
| Basse | i [i]      | u [u]       |